# Этиленгликольдинитрат
Этиленгликольдинитра́т (динитроэтиленгликоль, нитрогликоль, сокр. ЭГДН) — органическое соединение с формулой C2H4O6N2 ((CH2ONO2)2), сложный эфир азотной кислоты и двухатомного спирта этиленгликоля, представляет собой маслянистую жидкость. ЭГДН — мощное высокобризантное взрывчатое вещество (ВВ). Изредка встречаются иные наименования: динитрогликоль, гликольдинитрат.
Пары весьма токсичны при вдыхании, может проникать через неповрежденную кожу. При попадании в организм вызывает отравления вплоть до летального исхода. Весьма чувствителен к удару, трению, нагреванию. Летуч.

## Физико-химические свойства
Прозрачная маслообразная довольно летучая жидкость. Плотность при 20 °C 1,489 г/см³, температура затвердевания −21,7 °C. Малогигроскопичен, растворим в этаноле, метаноле, диэтиловом эфире, нитробензоле, ацетоне и многих других растворителях. Растворимость в воде 0,5 % при 25 °C. Вязкость при 20 °C — 0,421 сПа·с. Летучесть значительно выше, чем у нитроглицерина (2,2 мг/(см2·ч) — в 20 раз больше (по другим данным — в 8 раз и в 13 раз по Штетбахеру). Легко желатинирует коллоксилин при обычной температуре и сравнительно быстро, в то время как для желатинизации нитроглицерина требуется нагревание. При нагревании со щелочами ЭГДН омыляется. Образует с нитроглицерином эвтектические смеси с очень низкой[какой?] температурой плавления.

## Восприимчивость к нагреванию и внешним воздействиям
t пл. –22.5°С. t кип. 197.5°С. В вакууме ЭГДН кипит без разложения при 95°С и может быть легко перегнан с водяным паром.
Отношение к нагреванию: При осторожном нагревании небольших количеств, ЭГДН можно довести до испарения без взрыва или вспышки. Быстро нагретый на металлической пластинке вспыхивает с легким взрывом. Нагретый до 150°C начинает выделять желтые пары – Оксиды азота. При нагревании до 170°C, в небольших количествах быстро разлагается с легкой вспышкой, в больших количествах взрывается. 
Химическая стойкость: ЭГДН значительно более стойкий, нежели нитроглицерин. При температуре 72°C он выдерживает пробу Абеля в течение часа (НГЦ в течение 10-15 мин). Кажущаяся изначально более низкой стойкость ЭГДН объясняется небольшой диссоциацией его паров.
Чувствительность к удару:  ~20 см (по другим данным 7-10 см) для груза 2 кг (нитроглицерин – 4 см, ТЭН – 17 см). 
Восприимчивость к детонации: ЭГДН детонирует намного легче чем нитроглицерин. Его расширение (при водной забивке), сравнительно с другими гомологичными эфирами в бомбе Трауцля представлено ниже:
| Капсюли с ГР | ЭГДН          | Нитроглицерин | Метилнитрат   |
| ------------ | ------------- | ------------- | ------------- |
| №1 (0,3 г.)  | 465 мл (71%)  | 190 мл (32%)  | 520 мл (84%)  |
| №3 (0,54 г.) | –             | 225 мл (38%)  | –             |
| №6 (1,0 г.)  | –             | 460 мл (78%)  | –             |
| №8 (2,0 г.)  | 650 мл (100%) | 590 мл (100%) | 620 мл (100%) |

*В этих опытах не учитывалась разница в действиях самих капсюлей, т.к. она незначительна.
Из таблицы можно видеть, что ЭГДН детонирует значительно легче и полнее даже от самого маленького капсюля. Предположительно, это объясняется более низкой вязкостью. Высокая скорость детонации возможна при диаметре заряда более 2.7 мм.

## Взрывчатые свойства
- Теплота взрыва: 6,8 МДж/кг.
- Теплота образования: -358,2 ккал/кг.
- Энтальпия образования: -381,6 ккал/кг.
- Температура взрыва: 4503 К (примерно 4230°C).
- Скорость детонации: 7200 м/с. По другим данным 8300 м/c – в стальной трубе диаметром 35 мм. Может детонировать в низкоскоростном режиме (1500-2000 м/с).
- Бризантность: 129% (61,9 г. песка) от тротила (песочная проба), по Гессу 115% (18,9 мм) от тротила.
- Фугасность в Pb-блоке: ЭГДН обладает очень высокой работоспособностью: 620 мл при песочной забивке (650 мл при водной).
- Работоспособность в баллистической мортире: 127-137% от тротила.
- Объём продуктов взрыва: 737 л/кг, (НГЦ 713 л/кг, тол 730 л/кг).
- Критический диаметр: 2 мм, притом детонация низкоскоростная и распространяется не более чем на 100 диаметров (20 см)

## Получение
Впервые получен Генри в 1870 году. Основные способы получения:
- этерификация этиленгликоля
- нитрование этилена

Для получения нитрогликоля применяется этиленгликоль марки «динамитный», которого берут 20 весовых частей на 100 весовых частей нитрующей смеси состава 50 % азотной кислоты крепостью 90…98 % и 50 % серной кислоты крепостью 90-98%.
Нитрация этиленгликоля ведётся на оборудовании и по технологии (температурные и прочие условия) для получения нитроглицерина (см.).
Сепарация нитрогликоля производится так же, как сепарация нитроглицерина с той разницей, что отсепарированный нитрогликоль принимают в ёмкость с 2-х кратным количеством холодной воды, причем вследствие меньшей по сравнению с нитроглицерином вязкости нитрогликоля сепарация проходит быстрее чем у нитроглицерина.
Промывка нитрогликоля производится так же, как и нитроглицерина, с тем отличием, что используют только холодные промывные жидкости вследствие большой летучести нитрогликоля. Промывную жидкость на каждую промывку берут в количестве равном количеству нитрогликоля по объёму. Промытый нитрогликоль фильтруют через фильтр.
Получение нитрогликоля представляет большую опасность. Но меньшую чем производство нитроглицерина.

## Применение
Впервые был получен Генри в 1870 году. В 1914 году был применён в Германии в качестве антифриза к динамиту. Во время Второй мировой войны вследствие нехватки глицерина использовался как заменитель нитроглицерина в бездымных порохах. Нитрогликолевые пороха имели малые сроки хранения из-за летучести ЭГДН, однако в условиях военного времени это было оправдано. Пороха на ЭГДН горят приблизительно в 2 раза медленнее чем на нитроглицерине. Применяется в смесях с нитроглицерином в производстве незамерзающих динамитов для применения при низких температурах (обычно в соотношении 50:50).
Взрывчатые вещества (ВВ) с применением этиленгликольдинитрата: GOMA 2 ECO; он также нашёл широкое применение во многих нитроглицериновых (нитрогликолевых) ВВ: желатиндинамитах, гремучем студне, угленитах, детонитах, как добавка в АСВВ и пр.
В январе 2003 года на Раушской набережной около здания ГУП Мосгортранс произошёл теракт с применением этого вещества.

## Токсичность ЭГДН
При остром отравлении — головная боль, гипотония, тахикардия, тошнота, рвота. Описаны десятки случаев внезапной смерти сравнительно молодых и здоровых рабочих, длительно соприкасавшихся с ЭГДН и нитроглицерином в производстве взрывчатых веществ. ЭГДН более летуч, чем нитроглицерин, и быстрее всасывается через кожу; считают поэтому, что ему принадлежит главная роль. Гибель обычно наступала через 30—60 ч после прекращения работы (в воскресенье или в понедельник утром) при явлениях стенокардии и острой сердечной недостаточности. 
У рабочих, занятых изготовлением ЭГДН, был выявлен ряд других неврологических нарушений: бессонница, брадикардия, депрессия, обмороки, не зависящие от сосудистой недостаточности. Существует мнение, что под влиянием действия ЭГДН нарушается синаптическая передача и процессы обмена в головном мозге — в промежуточном его отделе.
ЭГДН легко проникает через кожу. Всасывание через кожу способствует развитию отравления ЭГДН у рабочих и даже является его главной причиной. У рабочих, пользовавшихся защитными резиновыми перчатками, находили на коже кистей рук 0,1—1 мг ЭГДН. Минимальная доза, вызывающая боль у человека при нанесении на кожу, 1,8—3,5 мл 1% спиртового раствора ЭГДН.
ПДК в рабочей зоне не установлена, рекомендуется 3 мг/м3.
При попадании ЭГДН внутрь с пищей или питьём моментально возникает сильнейшая головная боль, обморочное состояние и через несколько минут смерть от остановки сердца.